# Dějiny překladu
Dějiny překladu je relativně mladá historiografická translatologická disciplína zabývající se překladem z diachronního hlediska.
Základy výzkumu v dějinách překladu spadají až do období po druhé světové válce, do té doby se neoddělovaly od literární historie a srovnávací literatury. Výzkum do počátku 90. let 20. století se zaměřoval především na vývoj myšlení o překladu. V souladu s rozvojem translatologie se od devadesátých let začíná ve větší míře prosazovat výzkum, který se soustřeďuje na samotné podmínky vzniku překladu a na roli individuálních překladatelů.
Nejznámějším českým historikem překladu byl strukturalistický teoretik Jiří Levý, který zmapoval vývoj českých teorií překladu od 15. století do roku 1945.